# Maximilian Nicu
Maximilian Nicu (Prien am Chiemsee, 25 de novembro de 1982) é um futebolista da Alemanha e da Roménia.

## Carreira

### SpVgg Unterhaching
Ele começou o futebol na idade de 6 anos, Nicu joga na sua cidade natal no TuS Prien, que lá permaneceu até 1994, onde foi observado e assinou com o TSV 1860 Rosenheim. Jovem talento, ele mostrou que podemos contar com ele em 1997, o SpVgg Unterhaching mostra o interesse e procurará o jogador. A partir daí, faz parte da equipa de juvenis do SpVgg Unterhaching, antes de ser promovido para a equipa B.
Em sua primeira temporada com a equipa profissional, enquanto jovem, com apenas 20 anos, ele joga na sua primeira temporada com 23 partidas e dois golos, a mesma época que ele vence a Regionalliga Süd vitórias e vê o seu clube promovido para a segunda divisão no próximo ano.
Ele não jogou durante a época 2003/2004, onde jogou 0 partidas por seu clube oficial que formam o Nicu. Posteriormente, partiu para se juntar ao clube de Erfurt.

### Rot-Weiß Erfurt
Restará apenas uma meia temporada com o Rot-Weiß Erfurt, recrutados durante a janela de transferências do inverno, ele jogou 13 partidas na Regionalliga Süd.

### SV Wehen Taunusstein
Ele sai para juntar o SV Wehen Taunusstein, ele ficou dois anos, com boas estatísticas na Regionalliga Süd, com 20 golos em 48 jogos durante os duas temporadas. Ele se mudou para Burghausen no próximo ano para tentar a sua sorte no alto nível do futebol alemão.
Ele retornou em 2007, o clube que revelou o Nicu, que foi apenas promovido na segunda divisão, ele recuperou o seu lugar na equipa com 6 golos em 32 jogos. Ele faz uma boa temporada e manifestou o interesse do Hertha Berlim.

### SV Wacker Burghausen
Primeira temporada com suas novas cores, ele faz uma boa temporada com seis golos em 31 jogos na segunda divisão, apesar disso, ele retornou no SV Wehen Taunusstein, seu antigo clube que foi promovido na segunda divisão .

### Hertha Berlim
Nicu fez sua primeira aparição com o Hertha Berlim, o 31 de julho de 2008, para a Copa da UEFA 2008/2009, para a 1ª Pré-eliminatória da eliminatória contra o FC Nistru Otaci.
Nicu joga o seu primeiro jogo na Bundesliga, no 17 de agosto de 2008, no jogo da primeira jornada contra o Eintracht Frankfurt. Nicu entrou em campo as 71 minutos, a substituído Patrick Ebert. Depois de duas temporadas com a Hertha, o clube não foi renovar o contrato de Nicu antes de ser despromovido para a segunda divisão.

### SC Freiburg
Depois que o Hertha foi despromovido para a 2. Fußball-Bundesliga, ele assinou com outro clube da Bundesliga, o SC Freiburg e, atualmente, há uma altura de 27 jogos e nenhum gol no seu crédito.

## Títulos

### SpVgg Unterhaching
- Regionalliga Süd: 1 vez — 2003 (de)

## Seleção nacional
Nicu foi eleito para jogar pelo país de seus pais, ao invés de seu país de nascimento. Em 2009, ele solicitou o passaporte romeno. Nicu foi convocado para os jogos contra a Sérvia e Áustria. Inicialmente parecia que ele não seria capaz de jogar, já que ele não tinha recebido a nacionalidade romena, no entanto, mas em 17 de março, foi anunciado que Nicu tinha sido concedida a cidadania e que seria permitida para jogar.[carece de fontes?] O 20 de março,  prometeu seu voto para se tornar um cidadão romeno. Ele fez sua estréia com a Roménia, no 1 de abril de 2009 contra a Áustria.
Depois que o Victor Piţurcă foi demitido na carga da seleção, nunca foi chamado pela seleção romena. Ele no total, disputou 3 jogos com a Roménia.

### Jogos Internacionais
|    | Data                  | Cidade      | Adversário | Resultado |     | Competição                                    | Relatório |
| -- | --------------------- | ----------- | ---------- | --------- | --- | --------------------------------------------- | --------- |
| 1. | 1 de abril de 2009    | Klagenfurt  | Áustria    | 2 – 1     | 84' | Eliminatórias da Copa do Mundo FIFA (Grupo 7) |           |
| 2. | 12 de agosto de 2009  | Budapeste   | Hungria    | 0 – 1     | 60' | jogo amigável                                 |           |
| 3. | 5 de setembro de 2009 | Saint-Denis | França     | 1 – 1     | 77' | Eliminatórias da Copa do Mundo FIFA (Grupo 7) |           |

## Refêrencias
1. ↑  Freiburg verpflichtet Nicu
2. ↑  Maximilian Nicu beantragt Pass für Rumänien
3. ↑  "STRANIERII" PENTRU JOCURILE CU SERBIA ŞI AUSTRIA
4. ↑  «VIDEO » Max Nicu a depus jurămîntul». Consultado em 14 de abril de 2011. Arquivado do original em 20 de julho de 2011